# Jonathan Hyde
Jonathan Hyde (Brisbane, 21 de mayo de 1948) es un actor británico nacido en Australia, conocido por sus papeles como el egiptólogo Allen Chamberlain en La momia, Herbert Cadbury en la película Ricky Ricón, Samuel Alan Parrish y el cazador Van Pelt en la película Jumanji y como J. Bruce Ismay, el presidente de la White Star Line en Titanic, uno de sus papeles más destacados. Desde 2014 hasta 2017 interpretó a Eldritch Palmer en la serie The Strain.

## Carrera
Es miembro de la Royal Shakespeare Company. Interpretó a Ferdinand en una producción de 1985 de The Duchess of Malfi de John Webster. Se graduó de la Royal Academy of Dramatic Art, de la cual es miembro. También fue miembro del elenco original de Not the Nine O'Clock News, la primera serie que fue sacada del aire por las elecciones generales de 1979. Hyde ha actuado en numerosas películas incluyendo The Contract, The Curse of King Tut's Tomb, Land of the Blind, The Tailor of Panama, Sherlock Holmes and the Case of the Silk Stocking, Eisenstein, Titanic, Anaconda y Richie Rich.
Apareció en la miniserie de la BBC de 1989, Shadow of the Noose, en la que interpretó al famoso abogado Edward Marshall Hall. También ha aparecido en varias series de misterio, incluyendo The Adventures of Sherlock Holmes protagonizada por Jeremy Brett y Midsomer Murders.
En 2007, interpretó el Dr. Dorn en La Gaviota de Chéjov y al conde de Kent en el El Rey Lear para la RSC en una compañía que incluía a Ian McKellen, Frances Barber, Romola Garai, William Gaunt y Sylvester McCoy. Con ambas obras tuvo giras internacionales, antes de tomar su residencia en el New London Theatre. La última interpretación fue el 12 de enero de 2008. Retomó el papel de Kent en el telefilme del 2008 King Lear.

## Vida personal
Está casado con la soprano escocesa Isobel Buchanan. Tienen dos hijas, una de ellas es la actriz Georgia King.

## Filmografía
| Año       | Título                                       | Personaje                       | Notas                                |
| --------- | -------------------------------------------- | ------------------------------- | ------------------------------------ |
| 1980      | Phoelix                                      | Napier                          |                                      |
| 1985      | An Indecent Obsession                        | Neil Parkinson                  |                                      |
| 1986      | Caravaggio                                   | Baglione                        |                                      |
| 1993      | Being Human (Un hombre perdido en el tiempo) | Francisco                       |                                      |
| 1993      | Deadly Advice                                | George Joseph Smith             |                                      |
| 1994      | Ricky Ricón                                  | Herbert Arthur Runcible Cadbury |                                      |
| 1995      | Jumanji                                      | Samuel Parrish / Van Pelt       |                                      |
| 1997      | Titanic                                      | J. Bruce Ismay                  |                                      |
| 1997      | Anaconda                                     | Warren Westridge                |                                      |
| 1999      | La momia                                     | Dr. Allen Chamberlain           |                                      |
| 2000      | Eisenstein                                   | Meyerhold                       |                                      |
| 2000      | The Prince and the Pauper                    | Lord Hertford                   |                                      |
| 2001      | Atila                                        | Flavius Felix                   | Miniserie de TV                      |
| 2001      | The Tailor of Panama                         | Cavendish                       |                                      |
| 2001      | Princess of Thieves                          | Príncipe John                   |                                      |
| 2002      | Vacuums                                      | Edwin Snipe                     |                                      |
| 2006      | The Curse of King Tut's Tomb                 | Morgan Sinclair                 |                                      |
| 2006      | The Contract                                 | Turner                          |                                      |
| 2006      | Land of the Blind                            | Smith                           |                                      |
| 2008      | King Lear                                    | Kent                            | Telefilme                            |
| 2011      | Spooks                                       | Ilya Gavrik                     | Temporada 10                         |
| 2013      | Foyle's War                                  | Colonel Galt                    | Temporada 7 - Episodio 2: "The Cage" |
| 2013      | Endeavour                                    | Sir Edmund Sloan                | Temporada 1 - Episodio 2: "Girl"     |
| 2014–2017 | The Strain                                   | Eldritch Palmer / The Master    | Serie de TV                          |
| 2015      | Crimson Peak                                 | Ogilvie                         |                                      |
| 2016      | Tokyo Trial                                  | William Webb                    | Serie de TV                          |
| 2016      | FirstBorn                                    | Alistair                        |                                      |
| 2016–2018 | Trollhunters: Tales of Arcadia               | Walter Strickler (voz)          | Serie de TV                          |
| 2017      | Breathe                                      | Dr. Entwistle                   |                                      |
| 2018      | 3Below: Tales of Arcadia                     | Walter Strickler (voz)          | Episodio: Last Night on Earth        |
| 2021      | Trollhunters: Rise of the Titans             | Walter Strickler (voz)          |                                      |
| 2023      | Doctor Jekyll                                | Henry Jekyll                    |                                      |

## Trabajos en teatro

### Con Glasgow Citizens
- Casanova en Camino Real de Tennessee Williams (1974)
- Aufidio en Coriolano (1974)
- Sr. President en Indians (1974)
- Slift en Saint Joan of the Stockyards (1974)
- De Sade en The De Sade Show (1975)
- El Cardenal en The Duchess of Malfi (1975)
- El Superintendente de Escuelas en The Government Inspector (1975)
- Polonio en Hamlet (1975)
- Capuleto en Romeo y Julieta (1975)
- El Doctor en Woyzeck (1976)
- Rance en What the Butler Saw (1976)
- La Madre en Seven Deadly Sins (1976)
- Forlipopoli en Mirandolina (1976)
- Sprich en Masquerade (1976)
- Levka/Gabriel en Chinchilla (1977)
- Dorilant en The Country Wife (1977)
- Bartolo en Fígaro (1977)
- Lady Bracknell en La importancia de llamarse Ernesto (1977)
- Silvestra en Good Humoured Ladies (1979)

### Con laRoyal Shakespeare Company

#### Primera temporada (1980/81)
- Mercucio en Romeo y Julieta (Ron Daniels, RST, Aldwych)

#### Segunda temporada (1982/83)
- Edgar en El Rey Lear de Michael Gambon (Adrian Noble, RST, Barbican)
- Octavio en Antonio y Cleopatra de Gambon y Helen Mirren (TOP, Pit)
- Oliver en Como gustéis (Terry Hands, RST, 1980, Aldwych, 1981)
- Richmond en Ricardo III (Hands, RST, 1980, Aldwych, 1981)
- Aumerle en Ricardo II (Hands, RST, 1980, Aldwych, 1981)
- Tom Nightwork en The Swan Down Gloves (Ian Judge/Hands, RST, 1981, Aldwych, 1981-82)
- Bassanio en El mercader de Venecia (John Barton, RST, Aldwych, 1981)
- El Portero en Macbeth (Howard Davies, RST, 1982, Barbican, 1983)
- Laxton en The Roaring Girl (Barry Kyle, Barbican, 1983).

### Regreso a Stratford como artista asociado
- Vasques en Tis Pity She's a Whore (David Leveaux, Swan, 1991)
- Face en The Alchemist (Sam Mendes, Swan)
- Brutus en Julio César (Steven Pimlott, RST)
- Columbus en Columbus and the Discovery of Japan de Richard Nelson (John Caird, Barbican, 1992)
- Kent en El Rey Lear y Dorn en La gaviota (Trevor Nunn, Gira Internacional, 2007).

### Otras obras de teatro
- Ferdinand en The Duchess of Malfi (Philip Prowse, NT Lyttelton, 1985)
- Muldoon en The Real Inspector Hound (Tom Stoppard, NT Olivier, 1985)
- Sr. Sneer en El crítico (Sheila Hancock, NT Olivier, 1985)
- Iascha en El jardín de los cerezos (Mike Alfreds, NT Cottesloe, 1985)
- Valmont en Las amistades peligrosas de Christopher Hampton (Davies, Ambassadors, 1987)
- El Dogo de Venecia en Scenes from an Execution de Howard Barker (Ian McDiarmid, Almeida, 1990)
- El Conde en The Rehearsal de Anouilh  (McDiarmid, Almeida, 1990)
- Charles en Sleep With Me de Hanif Kureishi  (NT Cottesloe, 1999)
- Creonte en Antígona de Sófocles (Declan Donnellan, Old Vic, 1999)
- Archie en Jumpers de Stoppard (David Leveaux, NT Lyttelton, 2003).
- Capitán Hook en Peter Pan (Neverland Pavilion en Kensington Gardens, 2009)